# Pantelīs Psychas
Pantelīs Psychas (in greco Παντελής Ψύχας?; 1887) è stato un pallanuotista greco.
Ha rappresentato la Grecia nei tornei di pallanuoto ai Giochi di Anversa 1920 e di Parigi 1924.